# Lepidodermella punctatum
Lepidodermella punctatum är en djurart som tillhör fylumet bukhårsdjur, och som först beskrevs av A. Greuter 1917. Lepidodermella punctatum ingår i släktet Lepidodermella och familjen Chaetonotidae. Inga underarter finns listade i Catalogue of Life.